# Маигисалу, Хелари
Хелари Маигисалу (эст. Helary Mägisalu; 19 июля 1997) — эстонский борец греко-римского стиля, призёр чемпионата Европы.

## Спортивная карьера
Является воспитанником спортивной школы «Сууре Кару Пояд МТЮ» из посёлка Вяндра. Его первым тренером был Карл Паюмяэ, нынешние тренеры — Ивар Коткас и Марио Мэгисалу. На чемпионате Европы среди юниоров 2017 года в немецком Дортмунде занял 3 место, обыграв в схватке за бронзовую медаль украинца Михаила Ступина. В мае 2018 года стал серебряным призёром чемпионата Европы в Каспийске, проиграв в финальной схватке Эльденизу Азизли из Азербайджана.

## Спортивные результаты на крупных международных соревнованиях
- Чемпионат Европы по борьбе 2018 — ;
- Чемпионат Европы по борьбе 2019 — 10;
- Чемпионат мира по борьбе 2019 — 29;
- Чемпионат Европы по борьбе 2020 — 5;